# The Singles (86-98)
A The Singles (86-98) a Depeche Mode 1998-ban megjelent válogatásalbuma. A lemez az 1985-ben megjelent The Singles (81-85) válogatás folytatásaként jelent meg tizenhárom évvel később, melyet újrakeverve ugyanezen évben ismét megjelentettek.

A lemez tartalma:

1998 MUTE / MuteL5
1. "Stripped [Single Version]" – 3:51
2. "A Question of Lust [Single Version]" – 4:30
3. "A Question of Time [Remix]" – 4:00
4. "Strangelove [Single Version]" – 3:47
5. "Never Let Me Down Again [Single Version]" – 4:22
6. "Behind the Wheel [Remix]" – 4:00
7. "Personal Jesus [Single Version]" – 3:46
8. "Enjoy the Silence [Single Version]" – 4:16
9. "Policy of Truth [Single Version]" – 5:14
10. "World in My Eyes [Single Version]" – 3:57
11. "I Feel You [Album Version]" – 4:35
12. "Walking in My Shoes [Single Version]" – 5:02
13. "Condemnation [Paris Mix]" – 3:23
14. "In Your Room [Zephyr Mix]" – 4:50
15. "Barrel of a Gun [Albun Version]" – 5:26
16. "It's No Good [Album Version]" – 5:59
17. "Home [Single Version]" – 5:46
18. "Useless [Remix]" – 4:53
19. "Only When I Lose Myself [Single Version]" – 4:41
20. "Little 15 [Album Version]" – 4:14
21. "Everything Counts [Live 1988-06-18 Pasadena Rose Bowl]" – 6:38

Valamennyi szám Martin Gore szerzeménye.